# 2013年科技
2013年科學技術領域所發生的一些重要事件。

## 重大獎項
諾貝爾獎
- 物理學：弗朗索瓦·恩格勒、彼得·希格斯[1]
- 化學：马丁·卡普拉斯、迈可·列维特、阿里耶·瓦舍尔[2]
- 醫學：詹姆斯·罗斯曼、兰迪·谢克曼、托马斯·聚德霍夫[3]
- 文學：愛麗絲·門若[4]
- 和平：禁止化學武器組織[5]
- 經濟學：尤金·法马、拉尔斯·彼得·汉森、罗伯特·席勒[6]

圖靈獎
- 萊斯利·蘭波特 [7]